# Holmtjärnen (Frostvikens socken, Jämtland, 717842-142121)
Holmtjärnen är en sjö i Strömsunds kommun i Jämtland och ingår i Ångermanälvens huvudavrinningsområde. Sjön har en area på 0,129 kvadratkilometer och ligger 619,3 meter över havet.

## Delavrinningsområde
Holmtjärnen ingår i det delavrinningsområde (717735-142377) som SMHI kallar för Ovan VDRID = Väktarån i Faxälvens vattendragsyta. Medelhöjden är 613 meter över havet och ytan är 10,03 kvadratkilometer. Räknas de 121 avrinningsområdena uppströms in blir den ackumulerade arean 952,16 kvadratkilometer. Faxälven som avvattnar avrinningsområdet har biflödesordning 2, vilket innebär att vattnet flödar genom totalt 2 vattendrag innan det når havet efter 336 kilometer. Avrinningsområdet består mestadels av skog (76 procent) och kalfjäll (18 procent). Avrinningsområdet har 0,38 kvadratkilometer vattenytor vilket ger det en sjöprocent på 3,8 procent.